# Первый Командный Кубок Мира
Первый командный Кубок мира по международным шашкам проводился с 18 по 27 мая 1985 года в Валкенбурге, Нидерланды Всемирной федерацией шашек (FMJD). Участвовало шесть команд; СССР, Нидерланды, сборная Африки, сборная Америки и две сборные Европы. В турнире приняли участие шашисты из одиннадцати стран. Победила команда СССР в составе: Анатолий Гантварг, Михаил Кореневский, Александр Балякин и Вадим Вирный, тренер Ростислав Лещинский.

## Регламент
Состязания проводились по двухкруговой системе. В каждой команде в матче играли по 3 шашиста, один шашист был запасным.
За победу в каждой игре присваивалось 2 очка, за ничью — 1, за поражение 0 очков.
За победу в матче (4:2, 5:1 и 6:0) команде присваивалось 2 очка, за ничью (3:3) — 1 очко, за поражение 0 очков.
По решению ФМЖД победа присуждалась команде с большим количеством очков в матчах, при их равенстве предпочтение отдавалось команде, набравшей большую сумму очков во всех партиях. В случае равенства победа присуждалась той команде, которая показала лучший результат на первой доске.

## Ход турнира
В первом круге команды играли без замен. В сборной СССР на первой доске играл Анатолий Гантварг, на второй доске Михаил Кореневский и на третьей Вадим Вирный. Во втором круге в сборной СССР вместо Вадима Вирного выступал Александр Балякин, который стал играть на второй доске. Михаил Кореневский перешёл на третью доску, на которой выступал Тон Сейбрандс. Сборная Нидерландов на второй круг ничего не меняла, в командах Европы ограничились перетасовкой тех же шашистов на другие доски. В команде Америки бразильца Мауро Тешейру заменил канадец Гаэтан Ганьон.
На первой доске больше всех очков набрал Анатолий Гантварг — 18 из 20.
На второй доске больше всех очков набрал Александр Балякин — 8 из 10, на втором месте Роб Клерк 7 очков.
На третьей доске больше всех очков набрали Михаил Кореневский и Тон Сейбрандс — по 7 из 10.

### Итоговое положение
В графе «Очки» в скобках указано количество очков набранное во всех играх.
| Место | Команда                                                                          | 1 1 круг | 1 2 круг | 2 1 круг | 2 2 круг | 3 1 круг | 3 2 круг | 4 1 круг | 4 2 круг | 5 1 круг | 5 2 круг | 6 1 круг | 6 2 круг | Очки    |
| ----- | -------------------------------------------------------------------------------- | -------- | -------- | -------- | -------- | -------- | -------- | -------- | -------- | -------- | -------- | -------- | -------- | ------- |
| 1     | СССР · Анатолий Гантварг · Михаил Кореневский · Александр Балякин · Вадим Вирный |          |          | 0 (2:4)  | 2 (4:2)  | 2 (4;2)  | 2 (5;1)  | 2 (4:2)  | 2 (5;1)  | 2 (5;1)  | 2 (5;1)  | 2 (4:2)  | 2 (6;0)  | 18 (44) |
| 2     | Нидерланды · Яннес Ван дер Вал · Роб Клерк · Тон Сейбрандс                       | 2 (4:2)  | 0 (2;4)  |          |          | 2 (5;1)  | 1 (3:3)  | 2 (5;1)  | 2 (4:2)  | 2 (5;1)  | 2 (6;0)  | 2 (5:1)  | 2 (6;0)  | 17 (45) |
| 3     | Африка И. М’Бай Абдулай Дер Малик Диалло                                         | 0 (2:4)  | 0 (1;5)  | 0 (1;5)  | 1 (3:3)  |          |          | 2 (4:2)  | 1 (3:3)  | 2 (4:2)  | 2 (4:2)  | 2 (4:2)  | 1 (3:3)  | 11 (29) |
| 4     | Америка Мауро Тейшейра Эдуард Аутар ? Гаэтан Ганьон                              | 0 (2:4)  | 0 (1;5)  | 0 (1;5)  | 0 (2:4)  | 0 (2:4)  | 1 (3:3)  |          |          | 0 (2:4)  | 2 (5:1)  | 2 (4:2)  | 2 (5:1)  | 7 (27)  |
| 5     | Европа А Оскар Ферпост Даниэль Иссален Франческо Лапорта                         | 0 (1:5)  | 0 (1:5)  | 0 (1:5)  | 0 (0;6)  | 0 (2:4)  | 0 (2:4)  | 2 (4;2   | 0 (1:5)  |          |          | 1 (3:3)  | 2 (5:1)  | 5 (20)  |
| 6     | Европа В Вацлав Кржишта Эдмондо Фанелли Роберто Бьягианти                        | 0 (2:4)  | 0 (0;6)  | 0 (1:5)  | 0 (0;6)  | 0 (2:4)  | 1 (3:3)  | 0 (2;4)  | 0 (1:5)  | 1 (3:3)  | 0 (1:5)  |          |          | 2 (15)  |